# Palazzolo Acreide
Palazzolo Acreide is een gemeente in de Italiaanse provincie Syracuse (regio Sicilië) en telt 9037 inwoners (31-12-2004). De oppervlakte bedraagt 86,3 km², de bevolkingsdichtheid is 105 inwoners per km².
Palazzolo Acreide ligt op de plek waar de inwoners van Syracuse in 664 voor Christus de kolonie Akrai stichtten. De resten van Akrai bestaan uit onder andere het Bouleuterion, enkele steengroeven en een antiek Grieks theater. De stad beleefde zijn grootste bloei tijdens het bewind van Gelon II (2e helft van de derde eeuw voor Christus).
Dicht bij Palazzolo Acreidi zijn de zogenaamde Santoni te zien: een serie in de rotswanden uitgehakte afbeeldingen van goden en godinnen, die de cultus van Cybele tot onderwerp hebben. Akrai werd in 827 na Christus door Arabieren verwoest.

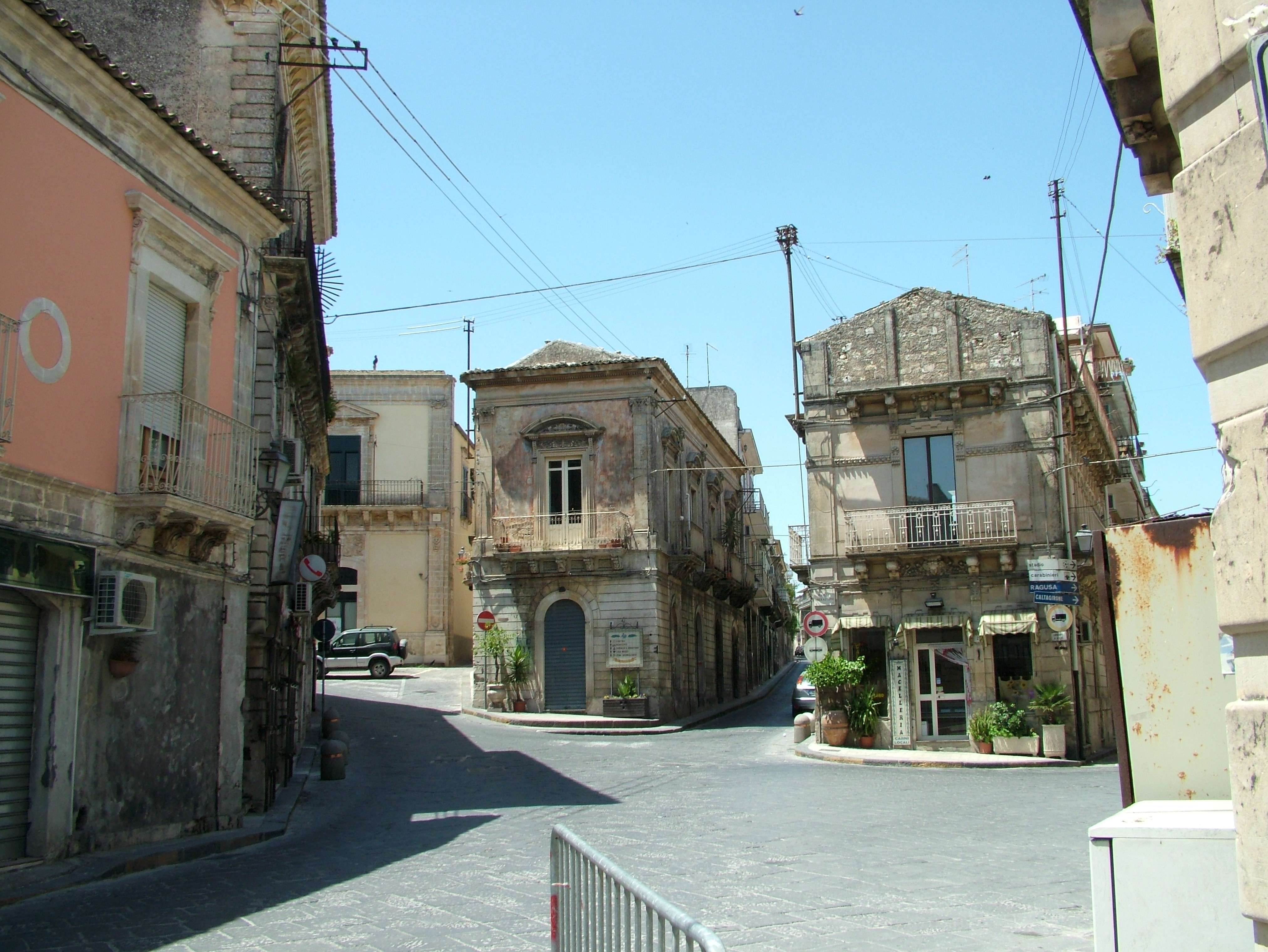
Straat in Palazzolo Acreide
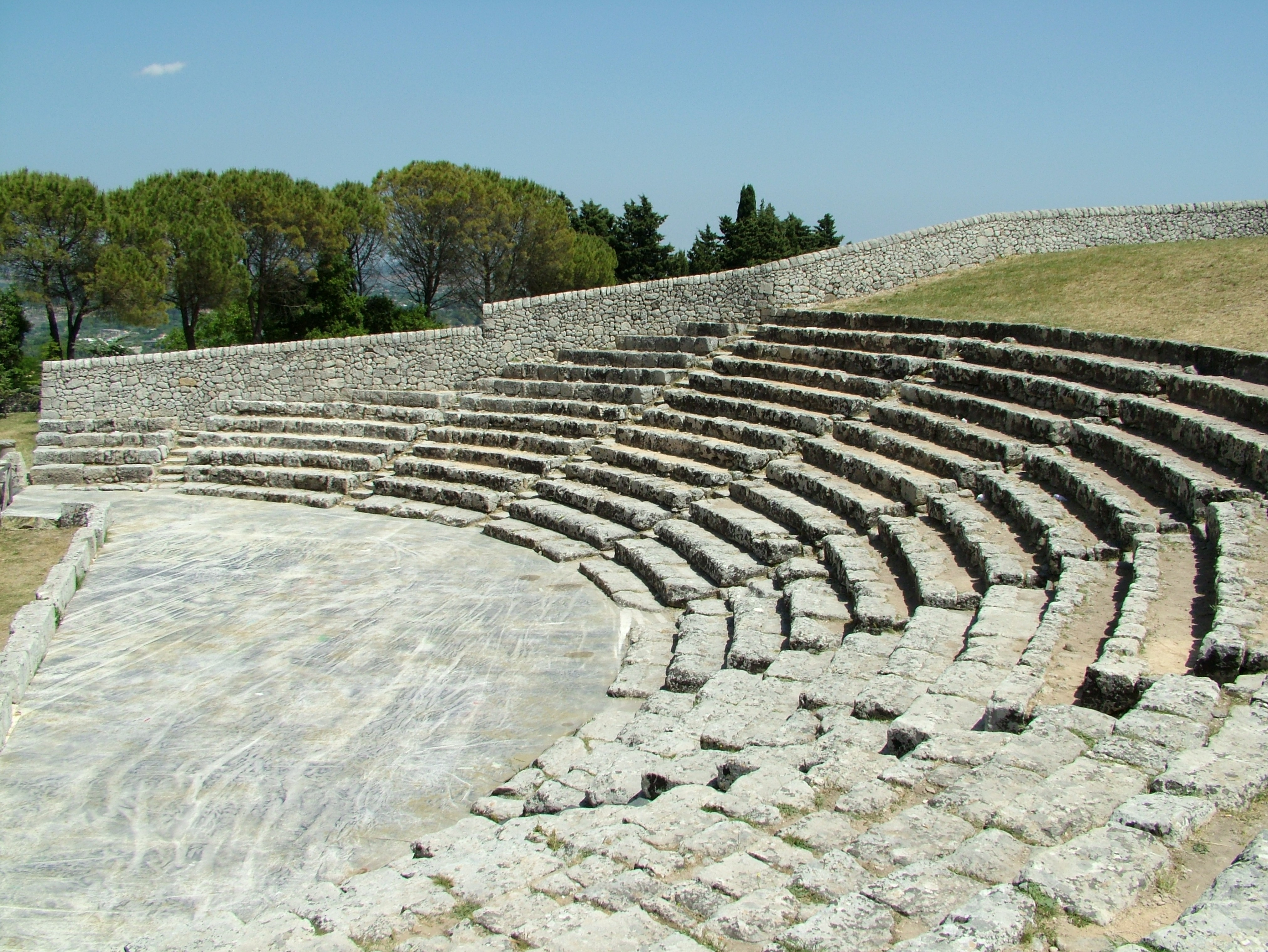
Grieks theater, dat herinnert aan de periode van de Griekse kolonie Akrai
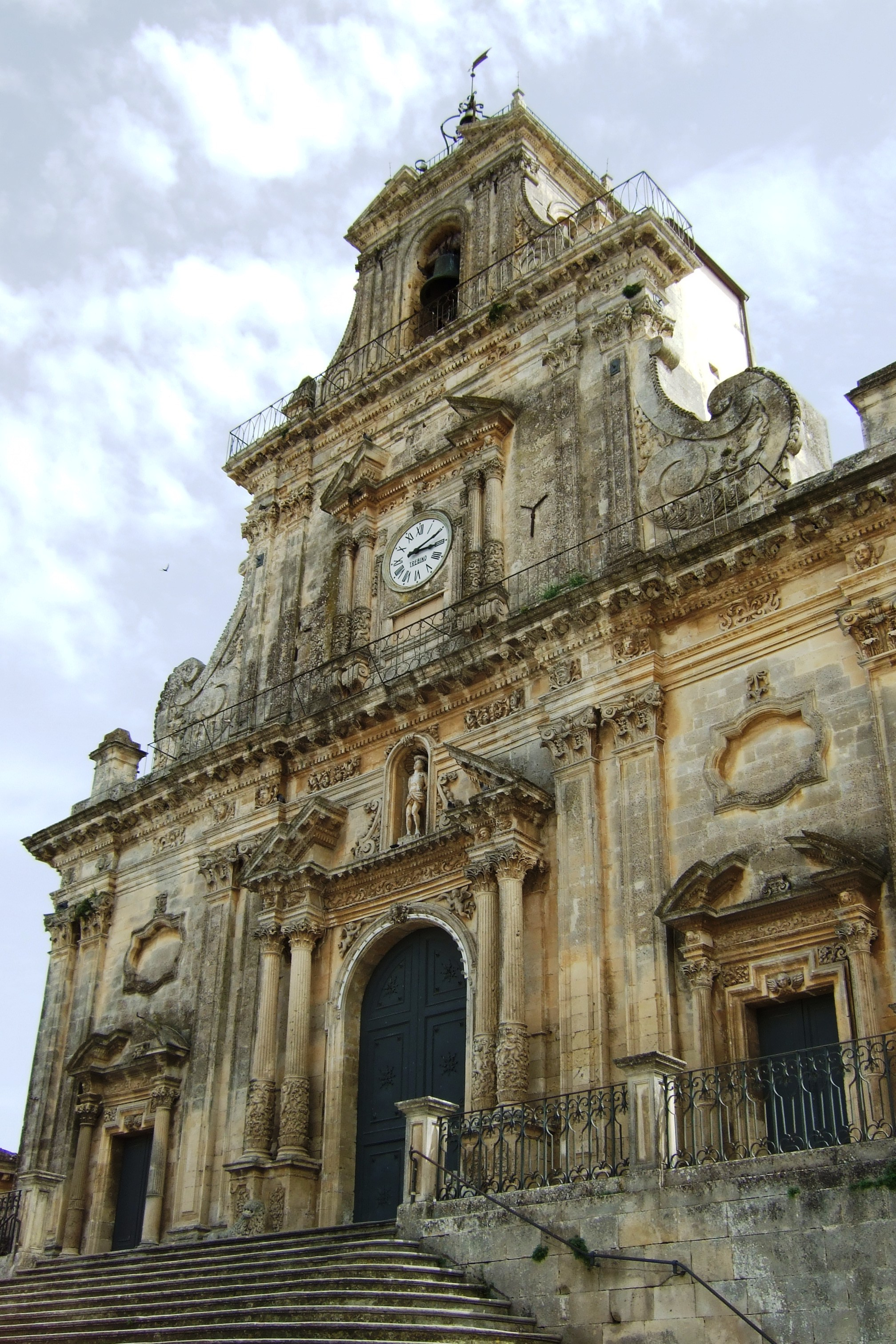
Kerk van San Paolo, Palazzolo Acreide

## Demografie
Palazzolo Acreide telt ongeveer 3427 huishoudens. Het aantal inwoners steeg in de periode 1991-2001 met 0,1% volgens cijfers uit de tienjaarlijkse volkstellingen van ISTAT.
| Jaar | Inwoneraantal |
| ---- | ------------- |
| 1991 | 9097          |
| 2001 | 9109          |

## Geografie
De gemeente ligt op ongeveer 670 m boven zeeniveau.
Palazzolo Acreide grenst aan de volgende gemeenten: Buscemi, Cassaro, Floridia, Modica (RG), Noto, Siracusa, Solarino, Sortino.

## Geboren
- Gabriele Iudica (1760-1835), baron van Bauli, archeoloog, mecenas
- Francesco Carpino (1905-1993), kardinaal, titulair aartsbisschop